# Ulrich II. (Kärnten)

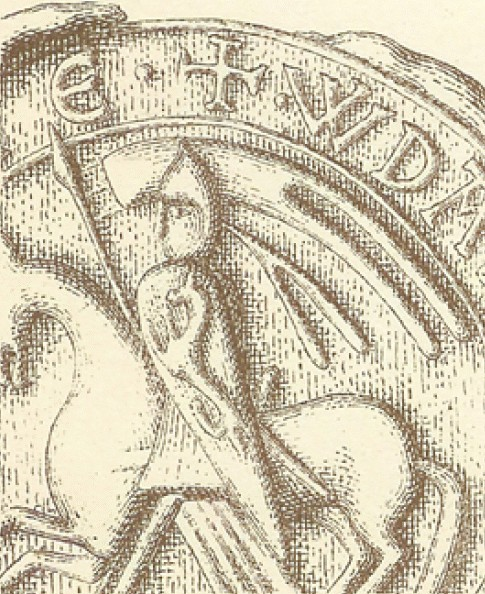
Darstellung Ulrichs II. nach seinem Siegel, um 1900

Ulrich II. (* um 1176; † 10. August 1202) aus dem Adelsgeschlecht der Spanheimer war von 1181 bis 1202 Herzog von Kärnten.

## Leben und Wirken
Ulrich war der älteste Sohn von Herzog Hermann von Kärnten und der Agnes, Tochter von Herzog Heinrich Jasomirgott von Österreich.
Unter der Vormundschaft seines Onkels, des Babenberger-Herzogs Leopold V., folgte er nach dem Tod seines Vaters 1181 als Herzog von Kärnten. So konnte er als Mündel freilich ab 1186, als es mit dem letzten Traungauer-Herzog in der Steiermark allmählich dem Ende zuging, keinerlei Spanheimer-Ansprüche gegenüber seinem Vormund durchsetzen. Ab 1194 regierte Ulrich II. selbstständig und war wie seine Vorgänger Staufer-Stütze. 1197 nahm er am Kreuzzug Kaiser Heinrichs VI. ins Heilige Land teil. 1198/99 wurde er aus Krankheitsgründen regierungsunfähig.
Sein Nachfolger als Regent bzw. als Herzog nach seinem Tode 1202 war sein jüngerer Bruder Bernhard von Spanheim.